# Variabilidade genética
A variabilidade genética mede a tendência dos diferentes alelos de um mesmo gene que variaram entre si em uma dada população.
Não deve ser confundida com diversidade genética, a qual é a quantidade total de variações genéticas observada tanto entre as populações de uma espécie como entre os indivíduos de uma população.
A capacidade de uma população para se adaptar a um ambiente em mudança depende da variabilidade genética. Indivíduos com determinados alelos ou combinações de alelos podem ter precisamente as características necessárias para sobreviverem e se reproduzirem sob novas condições. Dentro de uma população, a frequência de um dado alelo pode variar entre muito comum ou muito raro. Estes novos alelos surgem na população tanto através de mutações aleatórias, como pela migração de indivíduos provenientes de outras populações.
Em pequenas populações, as frequências alélicas podem variar de uma geração para a seguinte simplesmente devido ao acaso, baseado em quais os indivíduos que sobrevivem até à maturidade, acasalam e deixam descendência. Este processo aleatório de mudança nas frequências alélicas é conhecido como deriva genética, e é um processo distinto das mudanças nas frequências genéticas causado pela seleção natural.

## Introdução
A variabilidade genética é o resultado da recombinação genética e o acumulo de mutações, em um indivíduo ou em um grupo, que ocorrem em decorrência dos processos naturais do próprio organismo ou por exposição a fatores externos, deriva genética ou novas combinações a partir da reprodução sexuada. Estas variações se acumulam com o tempo, se tornam hereditárias e se fixam na população.
A principal fonte de toda a variabilidade genética é a mutação. Esse termo tem significado bastante abrangente pois é aplicado tanto aos vários tipos de alterações que ocorrem no material genético,  quanto aos processos que lhes dão origem. A mutação é um processo aleatório que dá origem a novas versões de genes, os alelos. Esse fenômeno não é adaptativo pois não ocorre com a finalidade de tornar um indivíduo adaptado, mas a seleção natural é que se encarregará de definir se a mutação será adaptativa ou não.
Como as condições ambientais podem variar de forma imprevisível, os portadores dessas mutações podem ter maior ou menor chance de sobreviver e produzir descendentes. Caso o alelo mutante não tenha influência sobre a chance de sobrevivência dos portadores, sua frequência na população irá oscilar ao longo das gerações, podendo tanto desaparecer quanto se fixar. Mesmo que só uma pequena parte desses alelos confira uma maior adaptação, quanto maior o número destes em uma população, maior será a chance desses indivíduos sobreviverem a certas variações ambientais. Sendo assim, a variação genética é o fator que dará margem para a seleção natural agir nos organismos permitindo a evolução das espécies.

## Processos que influenciam a variabilidade genética

### Seleção Natural

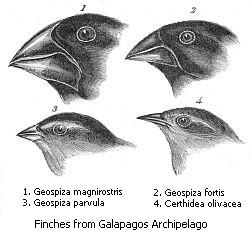
Tentilhões de Darwin: exemplo de variação genética causada por fatores: isolamento geográfico, ambiente ecológico e competição

A seleção natural é o principal fator evolutivo que atua sobre a variabilidade genética da população. Pode-se dizer que a evolução é o resultado da atuação da seleção natural sobre a variabilidade genética de uma população. A seleção natural seleciona os genótipos mais bem adaptados a uma determinada condição ecológica, eliminando aqueles desvantajosos para essa mesma condição. A expressão, “mais bem adaptado” refere-se à maior probabilidade de, em um determinado ambiente, um determinado indivíduo deixar descendentes. Os indivíduos mais bem adaptados a um ambiente têm chance maior de sobreviver e de deixar descendentes. A seleção natural tende, a diminuir a variabilidade genética. Desse modo, quanto mais intensa for a seleção natural sobre uma determinada população, menor será a sua variabilidade, pois apenas alguns genótipos serão selecionados.
A seleção natural atua permanentemente sobre todas as populações.
Mesmo em ambientes estáveis e constantes, a seleção natural, que age de modo estabilizador, está presente, eliminando os fenótipos desviantes.

### Mutação genética

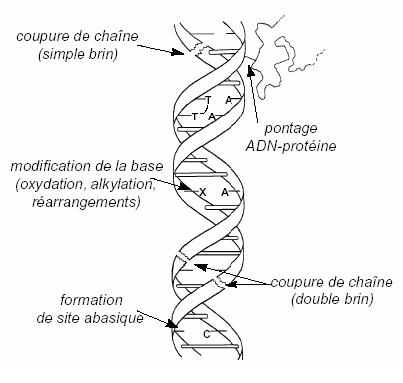
Mutação

As mutações surgem a partir de alterações na sequência de bases nitrogenadas de um determinado gene durante o processo de cópia do DNA. Nesse processo a mutação ocorrerá por falha do mecanismo de correção, onde, do processo de cópia da fita ocorrerá alguma adição, substituição ou perda de um ou mais nucleotídeos que pode dar origem a uma nova sequência codificante de outro tipo de proteína que iniciam ações metabólicas específicas diferentes da ação da estrutura original. A nova fita com a mutação é tão estável e semelhante quanto a fita original.
São as fontes importantes de variabilidade, pois aumentam o número de alelos disponíveis em um locus e aumentam o conjunto gênico da população.
Assim como um loco individual, os cromossomos também estão sujeitos a grandes alterações, nas quais todo o cromossomo ou parte dele pode ser perdido ou multiplicado e, arranjos especiais de segmentos cromossômicos podem ser reorganizados.
Mutações cromossômicas ou aberrações são rearranjos estruturais dos cromossomos. Sua produção é precedida por quebras nos braços cromossômicos e é completada pelas peças em novas combinações. Os tipos básicos de aberrações são geralmente, deficiências, duplicações, inversões e translocações.
Essas mutações podem ocorrer tanto de forma espontânea quanto por influência de agentes mutagênicos que causam lesões na molécula de DNA, que pode ser devido a exposição prolongada a raios-x e radiação UV, contato com agentes químicos nocivos como gás mostarda e LSD. Estas substâncias podem dar margem para o desenvolvimento de um câncer em células somáticas e quando atingem células germinativas, as mutações podem afetar a geração seguinte, comprometendo seu desenvolvimento ou sobrevivência.
Esse tipo de mutações ocorrem, mas não com muita frequência devido a eficiência do mecanismo de reparo do DNA que raramente deixa de consertar algum erro na nova sequência. Mas no caso da exposição aos elementos nocivos toda a molécula é lesionada, podendo ser degradada e o mecanismo não dará conta de reparar todo o estrago causado.
As mutações ocorrem ao acaso e não é possível prever o gene que será mutado, nem relacionar a mutação com a adaptação às condições ambientais. Outro ponto a ser observado é que as mutações podem ocorrer tanto em células somáticas quanto em células germinativas sendo, neste último caso, de fundamental importância para a evolução, pois são transmitidas aos descendentes.
Aleatoriedade
Por muito tempo foi considerado que as mutações fossem somente erros cegos resultados de falhas no sistema. Hoje se tem o conhecimento da existência de mutações dirigidas onde a evolução pela seleção natural leva a construção de mecanismos que alteram o DNA, ligando ou desligando genes ou modificando proteínas existentes, em resposta a sinais que as células recebem de outras células no ambiente. 
Por exemplo, uma nova variação produzida por uma baixa brusca na temperatura ou falta de alimento, seria semi-dirigida no sentido de que é uma resposta a sinais ambientais mas que não leva a uma resposta única e necessariamente adaptativa. Estresses podem afetar a operação de sistemas enzimáticos e responsáveis por manter o DNA e partes destes sistemas parecem as vezes estar acoplados a elementos reguladores que controlam como, onde e em que proporção o DNA será alterado.
As táticas para se adaptar a essas condições de emergência podem ser:
- 1º caso: A utilização de mecanismos que dão respostas pré-estabelecidas ou mutações precisamente dirigidas que servem para resolver problemas semelhantes já ocorridos anteriormente também em outras linhagens passadas. Se as circunstancias se mantiverem como as que já ocorreram antes a estratégia terá sucesso, mas fracassará caso seja uma condição nova, somente se por alguma evento aleatório alguma mutação benéfica surja, a linhagem poderá sobreviver;

- 2º caso: Aumentar a taxa de mutações aleatórias. É uma estratégia de alto custo para os organismos pois até aparecer uma mutação que possa resolver o problema podem surgir muitas outras alterações que prejudiquem muito mais, podendo ser mutações deletérias induzidas. Porém existe a chance de que determinada linhagem adquira uma alteração benéfica que permita sua sobrevivência. Em uma população pequena a chance de extinção se torna muito alta. É a chamada mutação induzida global. Porém, não se se tem certeza se esse mecanismo é de fato uma resposta adaptativa ou um sintoma patológico que pode ter efeitos benéficos. Nesse caso não são aleatórias pois ocorrem num momento que existe a probabilidade de ser útil;

- 3º caso: Uma estratégia intermediaria, entre a produção de mutações que não sejam completamente especificamente dirigidas, como no primeiro caso, e nem completamente aleatórias como no segundo caso. São chamadas mutações interpretativas.[4]

### Recombinação Genética
A recombinação é o mecanismo que reorganiza os genes já existentes nos cromossomos. Seu mecanismo primário para que ocorra é a reprodução sexuada, que é dividida em duas fases consecutivas: gametogênese e fecundação.

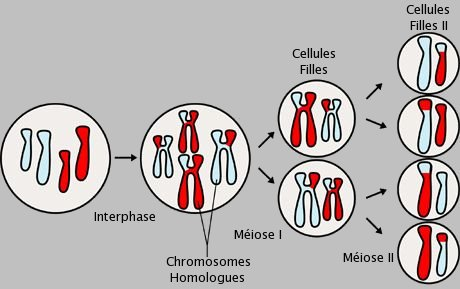
Meiose

Durante a gametogênese a célula germinativa diplóide sofre meiose, e produz quatro gametas. Os cromossomos segregam se independentemente possibilitando grande número de combinações entre os cromossomos, dando origem a vários tipos de gametas.
Na fecundação ocorrerá a junção de metade da carga genética contida nos gametas de cada parental, assim gerando um indivíduo com um novo conjunto de genes que é um misto dos –possíveis - bons genes dos pais que podem conferir a este alguma vantagem adaptativa para a vida na condições do ambiente.

Evento de Permuta

Porém, ao ser criado um novo genótipo recombinante ou mutante, não há qualquer tendência de ela surgir no sentido de uma melhora adaptativa. A seleção natural que irá impor uma direção para a evolução utilizando variações não direcionadas.
A quantidade de variação genética em uma população depende da informação genética presente nela, que é uma função dos tipos de alelos em todos os loci, suas frequências entre os indivíduos e suas combinações características em genótipos é que confere a gama de variações da população.
A variação hereditária é o produto de mutação do fluxo de material genético entre populações e das recombinações de fatores genéticos todos atuando em conjunção com pressões de seleção que moldam o padrão de variação.
A população precisa manter suficiente variação genética ou irá se defrontar com a possível extinção, mas também não pode produzir uma superabundância de divergentes em qualquer uma de suas gerações ou correrá o risco de uma má adaptação imediata ou geração de genes deletérios. O problema que a população enfrenta então é a necessidade de adaptação imediata juntamente com a necessidade de suficiente flexibilidade genética para produzir alteração no reservatório genético quando necessário.
Por outro lado, a reprodução sexual requer uma manutenção constante para ser vantajosa a longo prazo - já que produzir machos reduz em 50% a prole que indivíduos hermafroditas ou mesmo os que se reproduzem por partenogenese poderiam ter, chamado ‘custo dos machos’ da teoria da Rainha Vermelha - que no caso tem que ser compensada por uma constante mudança no ambiente, para que as novas variações que surgem constantemente pela reprodução sejam uteis nesse novo ambiente e não sejam um gasto energético desnecessário.
Se alguma mudança ambiental drástica ocorrer, a população com maior diversidade genética apresenta maior chance de possuir pelo menos alguns indivíduos com uma característica genética que lhes permitam viver em tais condições. Se a diversidade genética é baixa, a população corre grande risco de não sobreviver pois provavelmente não terão condições de se adaptarem a tal ambiente. A variabilidade genética, portanto, é importante para a persistência evolutiva das espécies.
De qualquer maneira, sempre estão surgindo novas variações, o que não quer dizer que elas sempre serão expressas no organismo. A maioria delas sequer é utilizada pelo fato de a molécula de DNA ser muito extensa e haver grandes quantidades de sequências não-codificantes, que é onde a maior parte dessas modificações ocorrem. As alterações em áreas codificantes podem modificar a sequência de alguma proteína e eventualmente pode dar alguma vantagem ao organismo, mas também podem causar algum problema sério a ele e leva-lo a morte.
No caso de haver uma modificação que seja benéfica ao organismo ela será mantida, pois dá ao indivíduo uma vantagem sobre o ambiente e quando se reproduzir esse bom gene será passado para a prole e se combinar com outros genes que podem ser bons e darão a estes outras vantagens sobre o ambiente.
Ou seja a manutenção da flexibilidade genética para que uma população possa realizar uma mudança adaptativa  é conseguida por diferentes maneiras. Em micro-organismos as populações são enormes e suas taxas de reprodução muito altas e em qualquer fase de sua vida surge um número de novas mutações suficientes para enfrentarem situações diferentes. Isso é conseguido pela rápida reprodução dos mutantes adaptados a novas condições. Em organismos multicelulares com reprodução sexuada, as populações são menores e também suas taxas reprodutivas, nesse caso, as mutações de origem recente raramente servem de base para respostas adaptativas após uma mudança nas condições do meio. Mas, a flexibilidade genética é conseguida pela recombinação das variações genéticas armazenadas, ocultas, já presentes na população, mas não expressa na maioria dos indivíduos.

#### Reprodução Assexuada

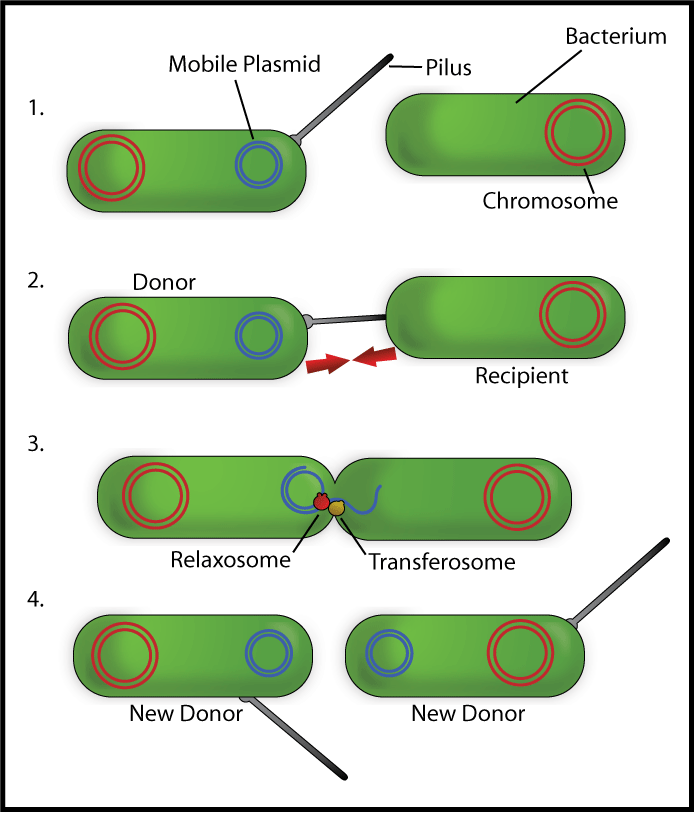
Conjugação

Em organismos que se reproduzem por partenogênese há uma variação genética muito baixa pois não há recombinação genética produzida pela interação com outros indivíduos e a taxa de mutação destes é muito baixa. Nesse caso, se o ambiente sofrer alguma alteração esse organismos serão muito afetados pois não possuem muitos recursos para se adaptarem rapidamente. Somente a linhagem que, por eventualidade, possui um conjunto de genes que pode aguentar a nova pressão ambiental poderá sobreviver e as demais desaparecerão.
Não havendo reprodução sexuada os bons genes que eventualmente surgem serão preservados e na taxa de reprodução serão duplicados porque nesse caso cada indivíduo produzirá um clone seu. Mas existe a desvantagem de que esses bons genes ficarão retidos em uma linhagem e não será propagado para o resto da população, como seria o caso se houvesse reprodução sexuada.
Algumas bactérias e vírus não utilizam o sexo como via reprodutiva, nem possuem cromossomos pareados que possibilitem o mecanismo de permuta, ou processos de meiose ou gametas, mas apresentam processos de intercâmbio de informações em que o material genético é trocado entre cromossomos permitindo que os organismos se modifiquem por meio de recombinações diretas entre as moléculas. Um exemplo disso seria o processo de conjugação ocorrido entre bactérias.

### Migração
Por processos migratórios também é possível que novos genes sejam introduzidos e gerados em uma população.
Geralmente as populações são isoladas e com a entrada de novos indivíduos em dada população, vindos de outras localidades, de mesma espécie e se sobreviverem e conseguirem se reproduzir os cruzamentos entre estas resultará em aumento da variabilidade pela mistura dos diferentes genes. 

Efeito Fundador

Porém, como o tempo se as imigrações se mantiverem em uma taxa alta será estabelecido um fluxo gênico que no futuro tenderá a diminuir as diferenças genéticas entre as populações da mesma espécie.

### Deriva Genética
Este processo só ocorre em populações pequenas. Nestas, qualquer alteração ao acaso pode produzir alterações na frequência genotípica, o que não ocorre em populações grandes. Um caso particular de oscilação genética é o princípio do fundador, que se refere ao estabelecimento de uma nova população a partir de poucos indivíduos que emigram da população original. Esses indivíduos serão portadores de pequena fração da variação genética da população de origem e seus descendentes apresentarão apenas essa variabilidade, até que genes novos ocorram por mutação. Além disso, essa pequena população sofrerá os efeitos dos vários fatores evolutivos, podendo originar indivíduos diferentemente adaptados até levar a separação de espécies.
Como o endocruzamento e a deriva genética são inversamente proporcionais ao tamanho das populações, é comum observar níveis muito baixos de variação gênica em indivíduos que estão ou estiveram em extinção. O tamanho das populações, nesse caso, não é igual ao número total de indivíduos, mas sim igual ao número de indivíduos viáveis, ou seja, excluindo os que forem jovens ou velhos demais para a reprodução.

## Ligações Externas
- Variabilidade Genética e sua Importância. Disponível em: http://geneticavirtual.webnode.com.br/genetica-virtual-home/. Acesso em abril.2013
- Genética de populações. Disponível em: http://simbiotica.org/genpop.htm. Acesso em abril.2013